# Museum van Ho Chi Minhstad
Het Gia Long-paleis, tegenwoordig het Museum van Ho Chi Minhstad (Vietnamees: Bảo tàng Thành phố Hồ Chí Minh) is een historisch gebouw en nu museum in Ho Chi Minhstad (Vietnam), niet ver van het Herenigingspaleis.

## Geschiedenis
De bouw van het paleis begon in 1885 en was gereed in 1890. Het werd ontworpen door de Franse architect Alfred Foulhoux als museum voor handel en industrie. Al snel werd het gebouw echter een van de residenties van de gouverneurs van Cochinchina in de stad, die het samen met het Norodompaleis als zodanig gebruikten. Tijdens de Tweede Wereldoorlog zetelde de Japanse gouverneur er enige tijd en daarna werd het een kantoor van de Zuid-Vietnamese regering.
Op 27 februari 1962 vielen twee afvallige Zuid-Vietnamese piloten van de luchtmacht het Norodompaleis aan, de toenmalige residentie van president Ngô Đình Diệm. Het paleis werd zwaar beschadigd en moest gesloopt worden. In afwachting van de voltooiing van het nieuwe Onafhankelijkheidspaleis (later omgedoopt tot Herenigingspaleis) op de plek van het oude Norodompaleis trok de president in het Gia Long-paleis. Hij woonde hier tot hij in november 1963 werd vermoord tijdens een succesvolle staatsgreep geleid door generaal Duong Van Minh.
Het hooggerechtshof van Zuid-Vietnam zetelde in het gebouw nadat het Onafhankelijkheidspaleis in 1966 was voltooid en de nieuwe president Duong Van Minh zijn residentie daarheen verhuisde. Drie jaar na de val van Saigon, in 1978, besloten de bestuurders van de stad dat er in het gebouw het "Ho Chi Minhstad Revolutionair Museum" moest komen; een propagandamuseum. In 1999 werd het museum hernoemd naar de huidige naam, "Museum van Ho Chi Minhstad".

## Architectuur en tunnels
Het gebouw telt twee verdiepingen en beslaat een oppervlakte van 1700 m². De verdiepingen, trappenhuizen en hallen krijgen een Europese stijl, terwijl het dak oriëntaalse elementen bevat. Opvallende elementen in de gevel zijn o.a. de beeltenissen van kippen (die de dag symboliseren) en uilen die voor de nacht staan. Andere versierselen aan het dak zijn een combinatie van Griekse mythische figuren en tropische diersoorten zoals hagedissen.
Toen president Ngô Đình Diệm in het paleis ging wonen gaf hij opdracht een drietal diepe tunnels aan te leggen als ontsnappingsroute vanuit het paleis naar andere delen van de stad zodat hij en belangrijke bestuurders konden ontkomen bij een aanval op het gebouw. Volgens de verhalen heeft de president deze tunnels in 1963 tijdens de coup tegen hem gebruikt om te ontsnappen maar werd hij al snel in zijn schuilplaats in een huis in de Chinese wijk Chợ Lớn aangehouden en later geëxecuteerd. De tunnels waren 2,2 meter hoog. De muren waren 1 meter dik met 6 ijzeren kluisdeuren als in- uit uitgangen. Deel van het tunnelcomplex waren 6 kamers met een gezamenlijk oppervlak van 1392.3 m². Er waren o.a. vergaderruimtes en kantoren. Frisse lucht kwam het ondergrondse complex binnen via 6 ventilatieschachten. De badkamers waren aangesloten op een rioleringssysteem.

## Afbeeldingen

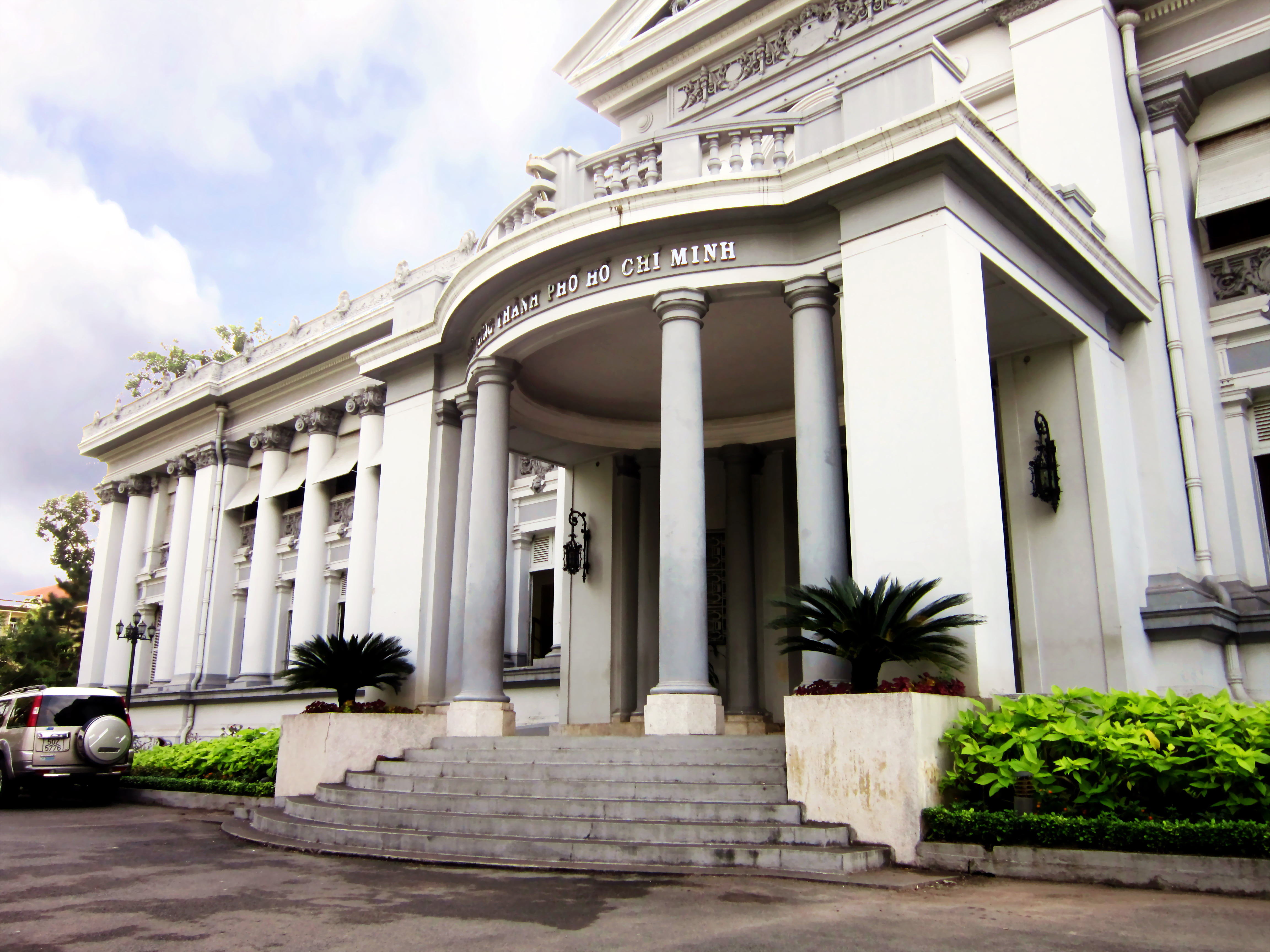
Vooraanzicht
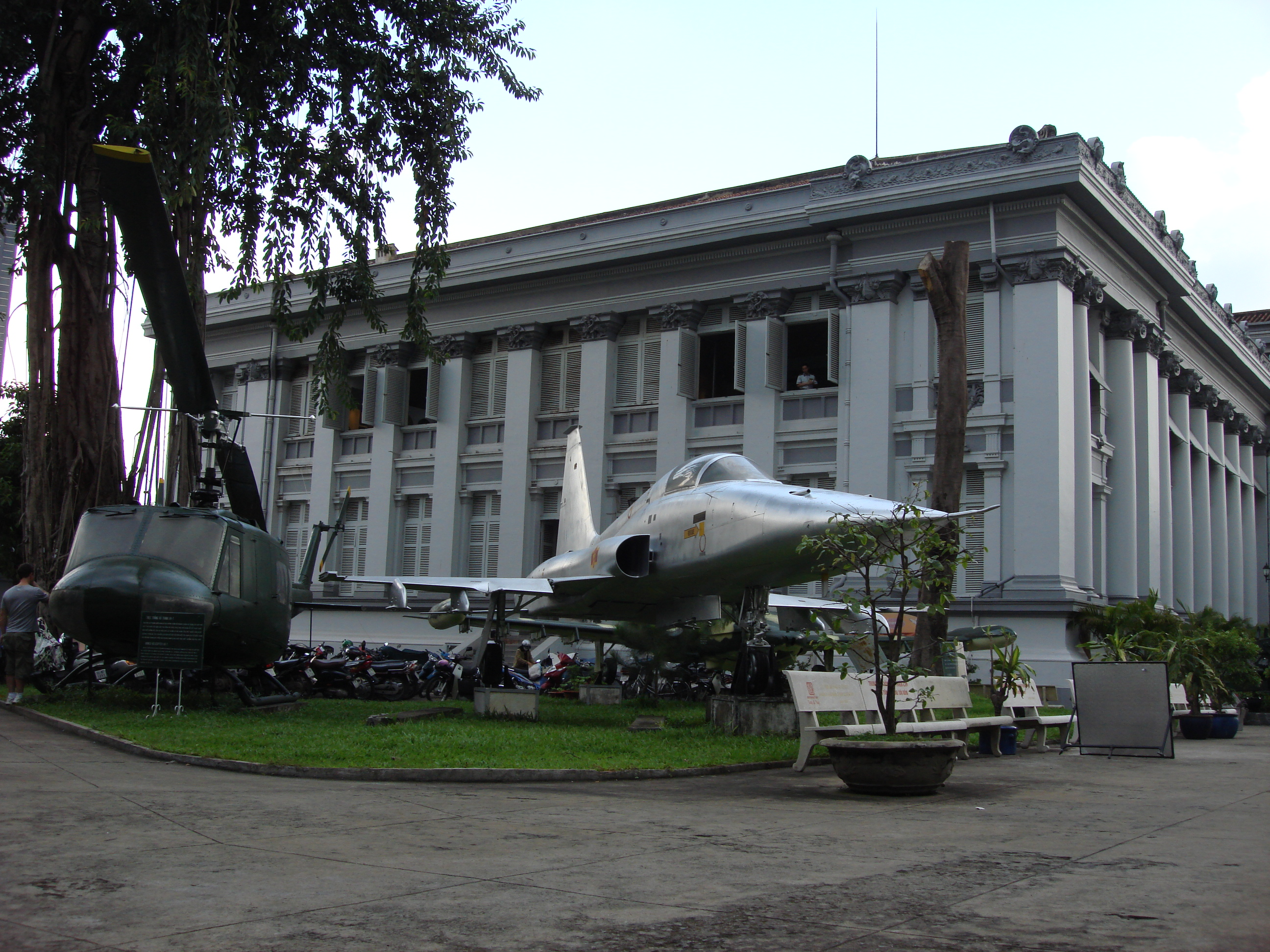
In de tuin van het paleis staat oorlogsmaterieel tentoongesteld
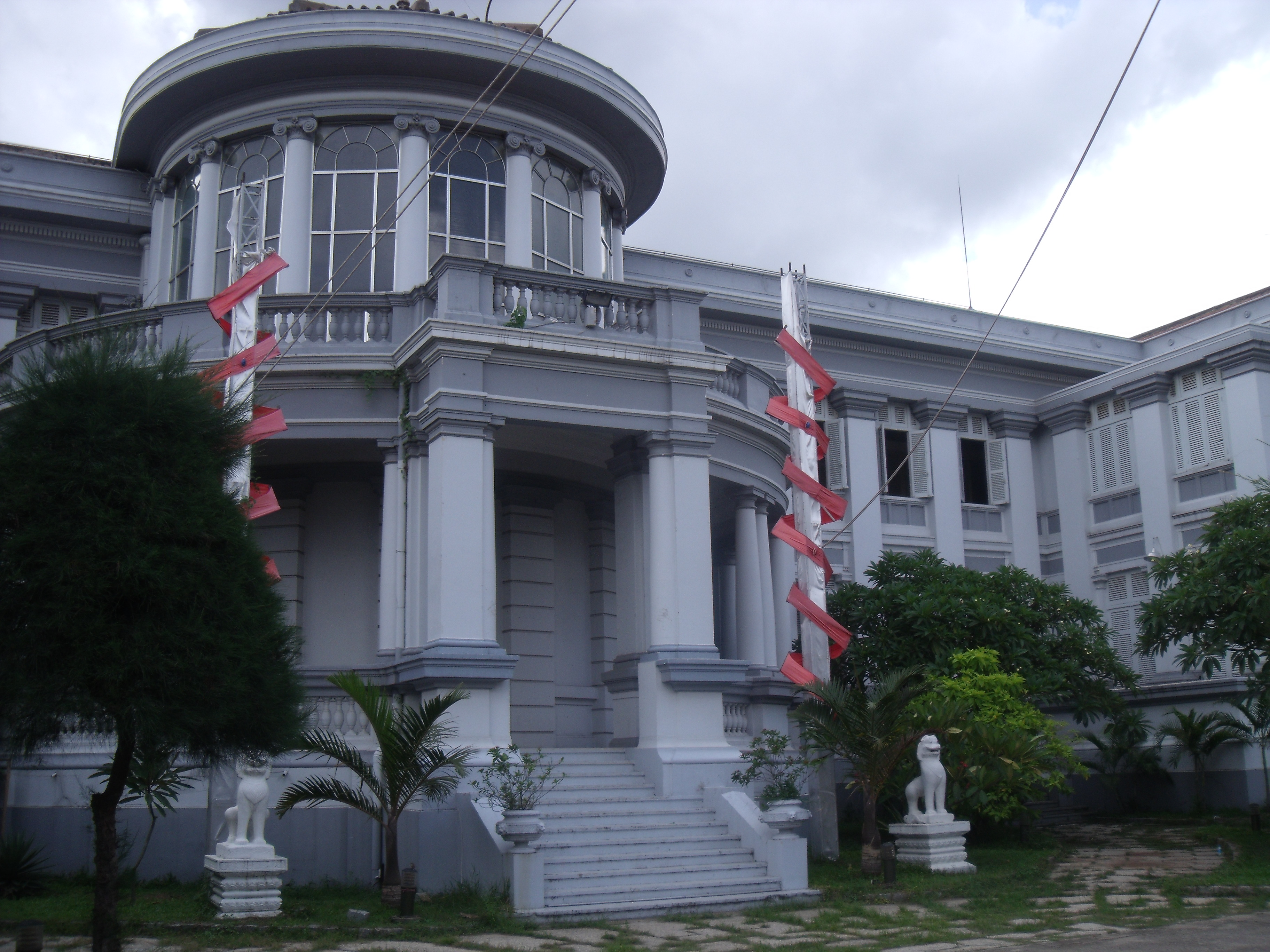
Achteraanzicht
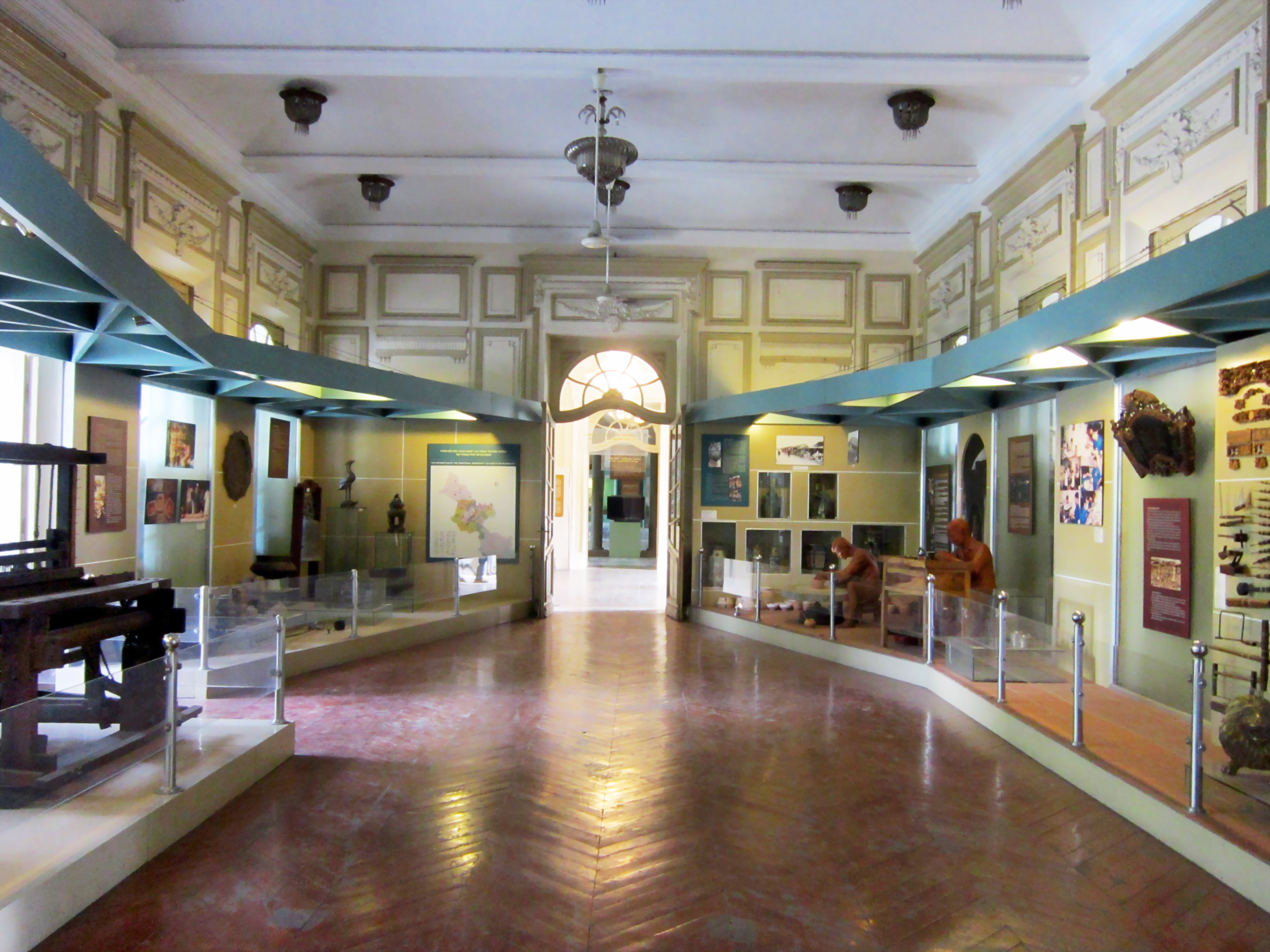
Tentoonstellingszaal
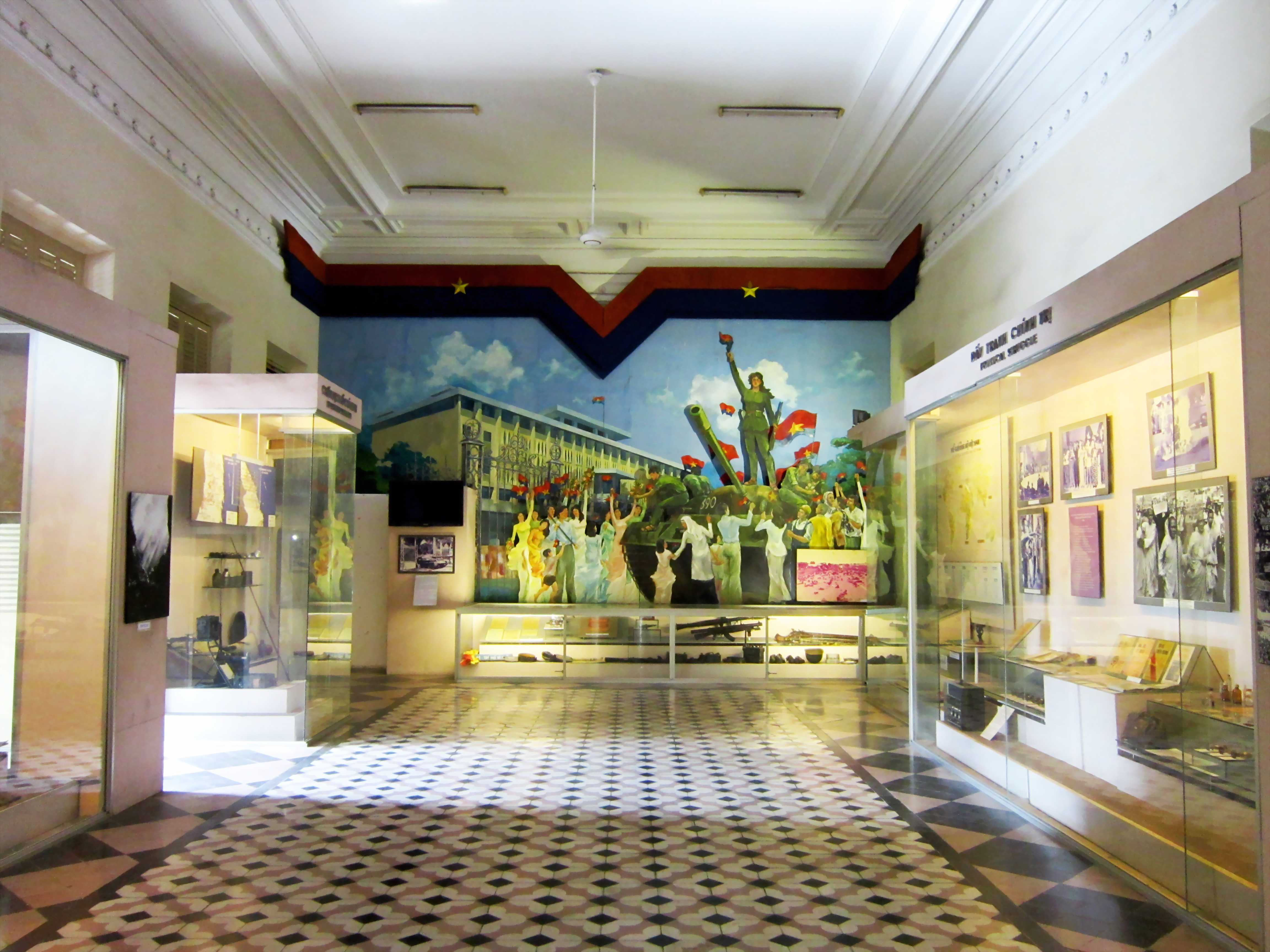
Tentoonstellingszaal